# Тецухико Асај
Тецухико Асај (浅井 哲彦 Asai Tetsuhiko, 7. јун 1935 — 15. август 2006) био је један од водећих каратека (9. дан) и председник Међународне Јапанске Карате Асоцијације и Јапанског Карате Шото-Ренмеиа. Дипломирао је на Такушоку универзитету где је почео да тренира код Фунакоши Гичина, Накајама Масатошија и Оказаки Терујукија. Након универитета приступио је ЈКА инструкторском програму и отишао да подучава шотокан карате на Хавајима и Тајвану. Преминуо је 15. августа 2006. године од рака јетре.